# Pańskie Łuki
Pańskie Łuki (778 m n.p.m.) - szczyt górski w Paśmie Bukowicy w Beskidzie Niskim. Na wielu mapach szczytowi temu przypisano błędnie nazwy Zrubań i/lub Skibce, odnoszące się do sąsiedniego wypiętrzenia o wysokości 776 m n.p.m.
Leży w północnej części właściwego Pasma Bukowicy, ok. 0,9 km na południowy wschód od Zrubania. Stanowi jedno z wielu wypiętrzeń w miarę zrównanym grzbiecie pasma i jedno z dwóch najwyższych (obok Tokarni w południowej części pasma, również 778 m n.p.m.).
Szczyt całkowicie zalesiony, pozbawiony widoków. Grzbietem przez szczyt biegnie leśna dróżka, którą wiedzie znakowany szlak turystyczny.
Piesze szlaki turystyczne:
- Puławy - Zrubań (776 m n.p.m.) – Pańskie Łuki – Tokarnia (778 m n.p.m.) – Przybyszów – Kamień (717 m n.p.m.) – Komańcza (Główny Szlak Beskidzki)